# Pista curtiuncata
Pista curtiuncata is een borstelworm uit de familie Terebellidae. Het lichaam van de worm bestaat uit een kop, een cilindrisch, gesegmenteerd lichaam en een staartstukje. De kop bestaat uit een prostomium (gedeelte voor de mondopening) en een peristomium (gedeelte rond de mond) en draagt gepaarde aanhangsels (palpen, antennen en cirri).
Pista curtiuncata werd in 1981 voor het eerst wetenschappelijk beschreven door Hartmann-Schröder.